# دوغلاس دبليو. راي
دوغلاس دبليو. راي (بالإنجليزية: Douglas W. Rae)‏ هو عالم سياسة أمريكي، ولد في 1939.